# Micula
Micula (węg. Mikola) – wieś w Rumunii, w okręgu Satu Mare, w gminie Micula. W 2011 roku liczyła 3049 mieszkańców. 